# 14-й стрелковый корпус (3-го формирования)
14-й стрелковый корпус — общевойсковое формирование (соединение, стрелковый корпус) РККА Вооружённых Сил СССР.
Условное наименование — войсковая часть полевая почта (в/ч пп) № 2817.
Сокращённое наименование — 14-й ск.

## История формирования
В мае   1943 года  началось формирование корпуса. 
В первоначальный состав корпуса вошли:
- 338-й отдельный батальон связи
- 2817-я военно-почтовая станция

## Участие в боевых действиях
Период вхождения в действующую армию: июль 1943 года — 9 мая 1945 года.
С августа 1943 года корпус включён в 59-ю армию и обороняет плацдарм на реке Волхов по линии Мясной Бор - Спасская Полисть - Трегубово.
В феврале 1944 года корпус принимает участие в Ленинградско-Новгородской, в июле — Псковско-Островской операции, в ходе которой освобождал Псков, а затем — в Белорусской операции, в ходе которой освобождал Краслава, Даугавпилс и Екабпилс.
В сентябре 1944 года корпус  принимал участие в  Прибалтийской, Рижской и Мемельской наступательных операциях, в ходе которых  форсировал реки Западная Двина и Вента. В конце января 1945 года корпус  был выведен в резерв 1-го Прибалтийского фронта и вскоре был включён в состав 2-го Прибалтийского, после чего участвовал в ходе разгрома курляндской группировки противника.  С февраля корпус находился в непосредственном подчинении командующего войсками фронта, а в марте был выведен в резерв Ставки Верховного Главнокомандования.
На основании Директивы Ставки Верховного Главнокомандования № 11097 от 29 мая 1945 года 14-го стрелковый корпус расформирован.

## В составе и состав
| Дата       | Фронт                              | Армия                 | Состав (стрелковые формирования) | Другие части                                                                                   | Примечания |
| ---------- | ---------------------------------- | --------------------- | --- | ---------------------------------------------------------------------------------------------- | ---------- |
| 01.08.1943 | Волховский фронт                   | 59-я армия            | | 338-й отдельный батальон связи 2817-я военно-почтовая станция                                  | —          |
| 01.09.1943 | Волховский фронт                   | 59-я армия            | 65-я стрелковая дивизия 191-я стрелковая дивизия                                                                                        | 338-й отдельный батальон связи 2817-я военно-почтовая станция                                  | —          |
| 01.10.1943 | Волховский фронт                   | 59-я армия            | 65-я стрелковая дивизия 191-я стрелковая дивизия 378-я стрелковая дивизия                                                               | 338-й отдельный батальон связи 2817-я военно-почтовая станция                                  | —          |
| 01.11.1943 | Волховский фронт                   | 59-я армия            | 65-я стрелковая дивизия 191-я стрелковая дивизия 378-я стрелковая дивизия                                                               | 338-й отдельный батальон связи 2817-я военно-почтовая станция                                  | —          |
| 01.12.1943 | Волховский фронт                   | 59-я армия            | 191-я стрелковая дивизия 225-я стрелковая дивизия 378-я стрелковая дивизия                                                              | 338-й отдельный батальон связи 2817-я военно-почтовая станция                                  | —          |
| 01.01.1944 | Волховский фронт                   | 59-я армия            | 191-я стрелковая дивизия 225-я стрелковая дивизия 378-я стрелковая дивизия                                                              | 338-й отдельный батальон связи 2817-я военно-почтовая станция                                  | —          |
| 01.02.1944 | Волховский фронт                   | 8-я армия             | 225-я стрелковая дивизия 378-я стрелковая дивизия 382-я стрелковая дивизия                                                              | 338-й отдельный батальон связи 2817-я военно-почтовая станция                                  | —          |
| 01.03.1944 | Ленинградский фронт                |                       | 191-я стрелковая дивизия 378-я стрелковая дивизия 382-я стрелковая дивизия                                                              | 338-й отдельный батальон связи 2817-я военно-почтовая станция                                  | —          |
| 01.04.1944 | Ленинградский фронт                | 59-я армия            | 314-я стрелковая дивизия 378-я стрелковая дивизия 382-я стрелковая дивизия                                                              | 338-й отдельный батальон связи 2817-я военно-почтовая станция                                  | —          |
| 01.05.1944 | 3-й Прибалтийский фронт            | 42-я армия            | 128-я стрелковая дивизия 378-я стрелковая дивизия                                                                                       | 338-й отдельный батальон связи 2817-я военно-почтовая станция                                  | —          |
| 01.06.1944 | 3-й Прибалтийский фронт            | 42-я армия            | 128-я стрелковая дивизия 378-я стрелковая дивизия 382-я стрелковая дивизия                                                              | 338-й отдельный батальон связи 387-я полевая авторемонтная база 2817-я военно-почтовая станция | —          |
| 01.07.1944 | 1-й Прибалтийский фронт            |                       | 239-я стрелковая дивизия 311-я стрелковая дивизия 378-я стрелковая дивизия                                                              | 338-й отдельный батальон связи 387-я полевая авторемонтная база 2817-я военно-почтовая станция | —          |
| 01.08.1944 | 2-й Прибалтийский фронт            | 4-я ударная армия     | 239-я стрелковая дивизия 311-я стрелковая дивизия 378-я стрелковая дивизия                                                              | 338-й отдельный батальон связи 387-я полевая авторемонтная база 2817-я военно-почтовая станция | —          |
| 01.09.1944 | 1-й Прибалтийский фронт            | 4-я ударная армия     | 239-я стрелковая дивизия 311-я стрелковая дивизия 378-я стрелковая дивизия                                                              | 338-й отдельный батальон связи 387-я полевая авторемонтная база 2817-я военно-почтовая станция | —          |
| 01.10.1944 | 1-й Прибалтийский фронт            | 4-я ударная армия     | 239-я стрелковая дивизия 311-я стрелковая дивизия 378-я стрелковая дивизия                                                              | 338-й отдельный батальон связи 387-я полевая авторемонтная база 2817-я военно-почтовая станция | —          |
| 01.11.1944 | 1-й Прибалтийский фронт            | 4-я ударная армия     | 239-я стрелковая дивизия 378-я стрелковая дивизия                                                                                       | 338-й отдельный батальон связи 2817-я военно-почтовая станция                                  | —          |
| 01.12.1944 | 1-й Прибалтийский фронт            | 4-я ударная армия     | 239-я стрелковая дивизия 378-я стрелковая дивизия                                                                                       | 338-й отдельный батальон связи 2817-я военно-почтовая станция                                  | —          |
| 01.01.1945 | 1-й Прибалтийский фронт            | 4-я ударная армия     | 16-я стрелковая дивизия 158-я стрелковая дивизия 378-я стрелковая дивизия                                                               | 338-й отдельный батальон связи 2817-я военно-почтовая станция                                  | —          |
| 01.02.1945 | 1-й Прибалтийский фронт            | 6-я гвардейская армия | 332-я стрелковая дивизия 378-я стрелковая дивизия                                                                                       | 338-й отдельный батальон связи 2817-я военно-почтовая станция                                  | —          |
| 01.03.1945 | 2-й Прибалтийский фронт            |                       | 90-я гвардейская стрелковая дивизия 145-я стрелковая дивизия 158-я стрелковая дивизия 346-я стрелковая дивизия 378-я стрелковая дивизия | 338-й отдельный батальон связи 2817-я военно-почтовая станция                                  | —          |
| 01.04.1945 | Белорусско-Литовский военный округ |                       | 90-я гвардейская стрелковая дивизия 158-я стрелковая дивизия 346-я стрелковая дивизия                                                   | 338-й отдельный батальон связи 2817-я военно-почтовая станция                                  | —          |
| 01.05.1945 | 2-й Белорусский фронт              |                       | 90-я гвардейская стрелковая дивизия 158-я стрелковая дивизия 346-я стрелковая дивизия                                                   | 338-й отдельный батальон связи 2817-я военно-почтовая станция                                  | —          |

## Благодарности, объявленные личному составу корпуса в Приказах Верховного Главнокомандующего
- За форсирование реки Волхов и верховья озера Ильмень, прорыв сильно укреплённой долговременной обороны немцев, и овладение штурмом важным хозяйственно-политическим центром страны городом Новгород — крупным узлом коммуникаций и мощным опорным пунктом обороны немцев. 20 января 1944 года № 61.
- За овладение штурмом городами Даугавпилс (Двинск) и Резекне (Режица) — важными железнодорожными узлами и мощными опорными пунктами обороны немцев на рижском направлении. 27 июля 1944 года № 153.
- За прорыв глубоко эшелонированной обороны противника юго-восточнее города Рига, овладении важными опорными пунктами обороны немцев — Бауска, Иецава, Вецмуйжа и на реке Западная Двина — Яунелгава и Текава, а также занятии более 2000 других населённых пунктов. 19 сентября 1944 года.  № 189.

## Командование корпуса
Командиры
- Артюшенко, Павел Алексеевич (август 1943 — август 1944), генерал-майор
- Городинский, Юдель Леонтьевич (август 1944 — июнь 1945), генерал-майор

Начальники штаба
- Виниковский, Лазарь Ильич (август 1943 — июль 1944), полковник
- Ивановский, Александр Александрович (июль 1944 — июнь 1945), полковник